# Richard Branson
Richard Charles Nicholas Branson, Kt (Blackheath, 18 de julho de 1950) é um empresário britânico, fundador do Grupo Virgin, e autor de diversos livros. Seus investimentos vão da música à aviação, vestuário, biocombustíveis e até viagens aeroespaciais.
Em 2014, segundo a revista Forbes, Branson é o 245.º homem mais rico do mundo, com uma fortuna avaliada em 4,9 bilhões de dólares.
No dia 11 de julho de 2021, Branson foi lançado ao espaço num voo experimental da Virgin Galactic. No voo suborbital, Branson foi a 581º pessoa no espaço (acima de 80 km de altitude).

## Biografia
Branson é o mais velho dos três filhos do Barrister Edward James Branson (1918 - 2011) e da bailarina e aeromoça Eve Branson (nascida em 1924) Branson tem duas irmãs mais novas. O seu avô Sir George Arthur Harwin Branson, era um juiz da Suprema Corte de Justiça.
Branson é disléxico e desistiu da escola aos 16 anos. Seus pais educaram-no para ser independente e ter auto-confiança.
Aos 16, ele criou a revista Student, juntamente com um seu amigo, Jonny. Ele teve muita dificuldade em lançar a primeira edição, pois não conseguia vender as páginas para publicidade. Em 1970 ele começou uma empresa de venda de discos pelo correio, e em 1972 abriu uma rede de lojas de discos Virgin Records que viraria Virgin Megastores. A marca Virgin cresceu muito durante os anos 1980 enquanto ele fundou a Virgin Atlantic e expandiu a gravadora de música Virgin Records.
Branson fez várias tentativas de quebra de recorde mundial depois de 1985, quando tentou a mais rápida travessia do Oceano Atlântico. Sua primeira tentativa na "Virgin Atlantic Challenger" levou ao naufrágio do barco em águas britânicas e um resgate por helicóptero da RAF, o acontecimento recebeu ampla cobertura da mídia. Alguns jornais pediram que Branson reembolsasse o governo pelo custo de resgate. Em 1986, no seu "Virgin Atlantic Challenger II", com o especialista de vela Daniel McCarthy, ele bateu o recorde por duas horas. Um ano depois, o seu balão de ar quente "Virgin Atlantic Flyer" cruzou o Atlântico. Já tentou quebrar diversos recordes, inclusive dar a volta ao mundo num balão, mas falhou duas vezes.
Em 1999, Richard Branson tornou-se Sir, ao ser tornado Cavaleiro pela Rainha Isabel II.
No ano de 2009, firmou contrato com Ross Brawn, dono da equipe de Fórmula 1 Brawn GP, tornando-se seu principal patrocinador. Na temporada 2010 do Mundial, Branson lançou sua própria escuderia, a Virgin Racing, que continua ativa na temporada de 2011 e conta com os pilotos Timo Glock e Jérôme d'Ambrosio.
Branson tem uma filha chamada Holly e um filho chamado Sam. Ele declarou em uma entrevista com Piers Morgan que ele e a esposa Joan tinham uma filha chamada Clare Sarah, que morreu quando ela tinha apenas quatro dias de idade, em 1979. O casal teve um casamento devido à sugestão da filha Holly quando ela tinha oito anos de idade- em 1989 em Necker island, uma ilha de 74 acres (30 ha) da propriedade de Branson nas Ilhas Virgens Britânicas.
Branson participou da série Friends, representando um vendedor ambulante de Londres, no penúltimo capítulo da quarta temporada.